# ميتشيل إف. جين
ميتشيل إف. جين (بالإنجليزية: Mitchell F. Jayne)‏ (5 يوليو 1928، هاموند في الولايات المتحدة - 2010، كولومبيا في الولايات المتحدة)؛ روائي أمريكي. درس في جامعة ميسوري.

## روابط خارجية
- ميتشيل إف. جين على موقع الموسوعة البريطانية (الإنجليزية)
- ميتشيل إف. جين على موقع ميوزك برينز (الإنجليزية)
- ميتشيل إف. جين على موقع ديسكوغز (الإنجليزية)